# My Favourite Headache
My Favorite Headache es un álbum en solitario del músico de rock canadiense Geddy Lee, más conocido como miembro de la banda Rush, lanzado en 2000.  Tanto la canción que da título al álbum como "Grace to Grace" tuvieron un moderado éxito en la lista Mainstream Rock Chart, y el álbum llegó al puesto número 52 de la lista Billboard 200.

## Lista de canciones
Todas las canciones compuestas por Geddy Lee y Ben Mink.
1. «My Favorite Headache» – 4:45
2. «The Present Tense» – 3:25
3. «Window to the World» – 3:02
4. «Working at Perfekt» – 5:00
5. «Runaway Train» – 4:30
6. «The Angels' Share» – 4:33
7. «Moving to Bohemia» – 4:25
8. «Home on the Strange» – 3:46
9. «Slipping» – 5:06
10. «Still» – 4:30
11. «Grace to Grace» – 4:59

## Personal
- Geddy Lee - bajo, guitarra, teclados, voz
- Ben Mink  - guitarra
- Matt Cameron - batería
- Jeremy Taggart - batería en "Home on the Strange"

## Sencillos
| Información |
| --- |
| "My Favorite Headache" - Lanzamiento: - Escrito por: Geddy Lee & Ben Mink - Producido por: Geddy Lee y David Leonard - Posición en listas: |